# 了庵桂悟
了庵桂悟（りょうあんけいご、応永32年（1425年） - 永正11年9月15日（1514年10月3日））は、室町時代中期から戦国時代にかけての臨済宗の僧。諱は仏日禅師。
山城国真如寺の大疑宝信の法を継ぎ、伊勢国安養寺を経て、1478年（文明10年）東福寺の住持となった。三条西実隆の推挙によりその名を高め、朝廷でしばしば禅を説いた。1506年（永正3年）、後土御門天皇より遣明使の正使に任じられて1511年（永正8年）明に渡り、貿易品の価格交渉や文人との交流を行った。1513年（永正10年）に帰国するが、その際の寧波滞在時に、王陽明から帰国を送る文を贈られている。その後は南禅寺や東福寺大慈院に住した。